# Bitwa pod Stołupianami
Bitwa pod Stołupianami – bitwa stoczona w ramach operacji wschodniopruskiej I wojny światowej w 1914 roku.

## Tło
Po wybuchu I wojny światowej jednostki niemieckiej 8 Armii zakończyły mobilizację i koncentrację w wyznaczonych im rejonach. Wobec braku aktywności Rosjan na lewym brzegu Wisły i w Poznańskiem, jasne stało się, iż decydujące uderzenie rosyjskie zostanie wymierzone w Prusy Wschodnie. W tej sytuacji dowódca 8 Armii, generał Maximilian von Prittwitz und Gaffron (1848-1917) nakazał przerzucenie części swych sił na ten obszar, obsadzając jednostkami 3 Dywizji Rezerwy i 6 Brygady Landwehry linię jezior mazurskich między Mikołajkami (Nikolaiken) a Lecem (Loetzen, obecnie Giżycko).
Zakładając, że pierwsze uderzenie wykona rosyjska 1 Armia, koncentrująca się Wileńszczyźnie, generał von Prittwitz gros swoich sił ustawił w kierunku na północny wschód, a więc I Korpus Rezerwy na linii rzeki Węgorapy (Angerapp) z prawym skrzydłem opartym na jeziorze Mamry (Maurer See), XVII Korpus, przerzucony do Wystrucia (Insterburg, obecnie Czerniachowsk) zajmował pozycje w rejonie Darkiejmów (Angerapp, Darkehmen, obecnie Oziersk), a I Korpusowi wyznaczył osłonę linii między Gąbinem (Gumbinnen, obecnie Gusiew) a Wystruciem. Zadaniem XX Korpusu była osłona Prus Wschodnich od południa, to znaczy na spodziewanym kierunku natarcia 2 Armii rosyjskiej. Ugrupowanie niemieckie, mimo prowadzenia działań przeciwko Rosjanom i pobicia ich armii częściami, miało więc w istocie rzeczy charakter kordonowy, sprowadzający się do osłony zagrożonych kierunków.
Rosjanie, naciskani energicznie przez ambasadora Francji w Petersburgu, przystąpili do wykonywania swych zobowiązań sojuszniczych, to znaczy koncentracji sił przeciwko Niemcom. 1 i 2 Armia otrzymały rozkazy, aby osiągnąć pozycje wyjściowe do ofensywy 13 sierpnia 1914, nawet bez służb kwatermistrzowskich, których mobilizacja nie mogła być zakończona przed 19 sierpnia. Najwcześniej pełną gotowość bojową osiągnęła kawaleria, która przeprowadziła szereg wypadów rozpoznawczych na terytorium Prus Wschodnich. Dowództwo rosyjskie nie wykorzystało jednak swej ogromnej przewagi w tym rodzaju wojsk, powierzając kawalerii głównie osłonę granicy i nie używając jej w większej masie w celu zniszczenia niemieckiej komunikacji kolejowej lub rozpoznania koncentracji nieprzyjaciela. W pierwszej fazie działań kawaleria rosyjska stoczyła jedynie kilka potyczek. Trzeba jednak stwierdzić, że nawet te słabe i nieudolne działania jazdy wzbudziły lęk wśród ludności cywilnej w centrum Niemiec, co stało się głównie za sprawą prasy, informującej o brutalności Kozaków (według opinii przeciętnego Niemca cała kawaleria rosyjska składała się z jednostek kozackich). Rozpoczęły się też pierwsze naciski kół dworskich, domagających się ratowania tej prowincji.
10 sierpnia armie rosyjskie otrzymały instrukcje Naczelnego Dowództwa (Stawki), nakazujące rozpoczęcie ofensywy najpierw przez 1 Armię, która miała ściągnąć na siebie większość sił niemieckich i związać je na północ od Wielkich Jezior Mazurskich, zaś 2 Armia miała obejść od zachodu tę barierę wodną, rozbić siły niemieckie między Wisłą a jeziorami i udaremnić odwrót wojsk niemieckich za Wisłę. Warunkiem powodzenia tego planu miała być koordynacja działań obu armii rosyjskich: Między armiami 1 i 2 powinna istnieć ścisła łączność przez wysunięcie przed front jezior mazurskich dostatecznie silnej osłony.

## Początek ofensywy rosyjskiej
Dowódca 1 Armii, generał Paul von Rennenkampf, który zakończył koncentrację swoich głównych sił, zgodnie z planem, 17 sierpnia rozpoczął ofensywę. Poprzedził ją wypad wykonany 12 sierpnia przez 1 Dywizję Kawalerii wspieraną przez dywizję piechoty, zakończony zdobyciem oddalonego o 8 km od granicy Olecka (Margrabowa, Treuburg). Ofensywa Rennenkampfa rozpoczęła się wówczas, gdy koncentracja 2 Armii gen. Aleksandra Samsonowa nie była jeszcze w pełni zakończona. Poza tym, brak linii kolejowych wschód-zachód, to jest z terytorium Królestwa Polskiego do Prus Wschodnich, zmuszał 2 Armię do forsownych marszów jeszcze przed osiągnięciem granicy. Łączność pomiędzy jego armią [Samsonowa] i armią Rennekampfa było co najmniej niepewna, podobnie zresztą jak i z główną kwaterą gen. J. Żylińskiego na tyłach, skąd miano koordynować ruchy ich obu. Precyzja w obliczaniu czasu nie była w każdym razie wybitną cechą Rosjan. Po przeprowadzonych podczas manewrów w kwietniu przed wojną grach wojennych, będących sprawdzianem planu kampanii, z udziałem większości tych samych dowódców i sztabów, które miały stanąć w polu już w sierpniu, rosyjski Sztab Generalny był przygnębiony wynikłymi trudnościami. Chociaż gry wojenne, w których [Władimir] Suchomlinow objął rolę naczelnego wodza, wykazały, że Pierwsza Armia ruszyła zbyt wcześnie - gdy nadeszła wojna, trzymano się skrupulatnie tego samego planu bez jakichkolwiek zmian. Odliczając dwa dni na przyspieszenie startu armii Rennekampfa [raczej na rozpoczęcie o dwa dni wcześniej, zgodnie z planem, działań zaczepnych] i cztery dni na marsz Samsonowa, otrzymałoby się okres sześciu dni, w których armia niemiecka miałaby stawiać czoła tylko jednej armii rosyjskiej. Tak więc już na początku kampanii zawiodła koordynacja poczynań armii rosyjskich, będąca przecież podstawą osiągnięcia sukcesu. Te początkowe trudności zostały dodatkowo pogłębione na skutek decyzji dowódcy Frontu Północno-Zachodniego, generała Żylińskiego, który po otrzymaniu omówionej wcześniej instrukcji Stawki, przesunął pas działania 2 Armii jeszcze bardziej na zachód w celu wykonania głębszego obejścia sił niemieckich.

## Bitwa

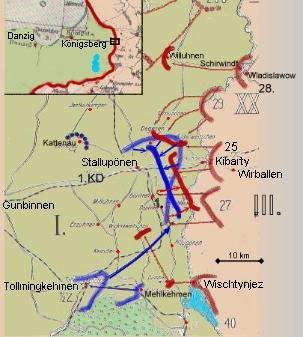
Pozycje pod Stołupianami 17 sierpnia 1914

Wbrew planom niemieckim, zakładającym natarcie rosyjskie między Puszczą Romincką na północy a Suwałkami na południu, okazało się, że 1 Armia większością lub nawet całością swych sił zamierza obejść kompleks leśny Puszczy Rominckiej od północy. Z tego powodu dowódca 8 Armii zarządził obronę linii Węgorapy. Nie podporządkował się temu rozkazowi dowódca I Korpusu, generał Herman von François, który mimo nakazanej mu koncentracji w rejonie Wystrucia i Gąbina, wysunął się na wschód i pierwszego dnia ofensywy rosyjskiej rozpoczął walkę. Do starcia doszło 17 sierpnia pod Stołupianami (Stollupoenen, Ebenrode), położonymi zaledwie 8 km od granicy rosyjskiej. Niesubordynacja generała wynikała przede wszystkim z pobudek patriotycznych – jego korpus składał się z żołnierzy pochodzących z Prus Wschodnich – ale złożyła się na nią także i postawa von Prittwitza, który nie potrafił zdecydować się na aktywne działania przeciw Rosjanom i już na początku kampanii rozpoczął odwrót. Tak więc mimo stanowczych wezwań dowódcy 8 Armii, generał von François rozpoczął bitwę. Jego przeciwnikiem był III Korpus rosyjski, wysunięty o około cztery godziny marszu przed siły 1 Armii, z dużą, bo 18-kilometrową luką na lewym skrzydle. Wokół Stołupianów doszło wkrótce do zaciętych starć, w których Rosjanie mieli zdecydowaną przewagę liczebną. Gen. von François wykorzystał jednak wspomnianą wcześniej lukę na skrzydle rosyjskim, zajmowanym przez 27 Dywizję Piechoty, rzucając w nią część sił 2 Dywizji Piechoty. Niemcy wyszli w ten sposób na tyły III Korpusu i rozstrzygnęli starcie na swoją korzyść, zadając 27 Dywizji znaczne straty – utraciła ona 63 oficerów i 6664 żołnierzy.
To pierwsze poważniejsze starcie w kampanii ujawniło z całą mocą słabości rosyjskiego dowództwa, które nie potrafiło skoordynować marszu korpusów, wysuwając jeden z nich znacznie do przodu. Zupełnie nie wykorzystano znajdującego się opodal pola bitwy korpusu kawalerii Chana Nachiczewańskiego, który spokojnie zatrzymał się na nocleg. Wszystko to źle wróżyło dalszym operacjom.
Starcie pod Stołupianami ostatecznie uświadomiło generałowi von Prittwitzowi, że Rosjanie zamierzają obejść Puszczę Romincką od północy. W rezultacie, mając oddziały ustawione na linii Węgorapy od Węgoborka (Angerburg, obecnie Węgorzewo) po Gąbin, stał on frontalnie przed nieprzyjacielem, który nawet sięgał jeszcze dalej na północ. W ten sposób dowódca armii ponosił skutki swego kordonowego ugrupowania, straciwszy od razu z chwilą niesprawdzenia się przewidywań całą możność manewru.